# Holloway Road (stanice metra v Londýně)
Holloway Road je stanice metra v Londýně, otevřená 15. prosince 1906. Nachází se v přepravní zóně 2 a leží na lincet:
- Piccadilly Line (mezi stanicemi Calendonian Road a Arsenal)

| Rok  | Počet cestujících |
| ---- | ----------------- |
| 2011 | 8,05 mil          |
| 2012 | 7,18 mil          |
| 2013 | 7,15 mil          |
| 2014 | 6,66 mil          |